# Farcaș
Farcaș, Farkas, Farkaș o Farcas fue un cneaz (jefe local) del siglo XIII en Oltenia, en la actual Rumania.

## Biografía
Es mencionado en el Diploma de los Juanitas del rey Béla IV de Hungría (1235–1270), emitido el 2 de julio de 1247. El diploma concedía territorios a los Caballeros Hospitalarios en el Banato de Severin y Cumania, “a excepción de la tierra del kenazato del voivoda Litovoi”, que el rey dejó a los valacos “tal como la habían ocupado”. El kenezato de Farcaș estaba entre los entregados a los caballeros, en el nordeste de Oltenia. En el diploma también se menciona a Litovoi, Seneslau y a Ioan. De los dos primeros se dice expresamente que son valacos (olati).
Farcaş (Farkas) es un nombre típico húngaro que significa “lobo”. El historiador rumano Ioan-Aurel Pop sugiere que su nombre se menciona así en la traducción húngara en el diploma, y que el kenazato de Farcas fue uno de los incipientes estados rumanos al sur de los Cárpatos.
Según el historiador húngaro István Vásáry, Farcaş era húngaro o rumano con nombre húngaro, pero esta última suposición es menos probable, ya que los rumanos usaban Lupu, el equivalente rumano del Farkas húngaro.
László Makkai propone que el nombre del distrito de Vâlcea podría indicar la tierra de Farcaş (eslavo vlk ('lobo')> Vâlcea), y Nicolae Iorga, que su dominio se hallaria en el sur del distrito.